# Келіш
Келіш (рум. Cheliș) — село у повіті Ботошані в Румунії. Входить до складу комуни Суліца.
Село розташоване на відстані 361 км на північ від Бухареста, 24 км на південний схід від Ботошань, 71 км на північний захід від Ясс.

## Населення
За даними перепису населення 2002 року у селі проживали 395 осіб. Усі жителі села рідною мовою назвали румунську.
Національний склад населення села:
| Національність | Кількість осіб | Відсоток |
| -------------- | -------------- | -------- |
| румуни         | 387            | 98,0%    |
| цигани         | 8              | 2,0%     |